# Lăzărești (Schitu Golești), Argeș
Lăzărești este un sat în comuna Schitu Golești din județul Argeș, Muntenia, România.
Coordonate Geografice: 45° 10' 0" Nord, 25° 0' 0" Est.